# Thamnomys
Thamnomys is een geslacht van knaagdieren uit de muizen en ratten van de Oude Wereld dat voorkomt in de bergen van het oosten van de Democratische Republiek Congo en Oeganda, Rwanda en Burundi. Hoewel Thamnomys vaak met Grammomys is geassocieerd, is het in feite nauwer verwant aan Oenomys.

## Kenmerken
De drie soorten leven in bergregenwouden. Ze hebben brede voeten en een lange staart. De rug is bruin tot grijs, de buik geel. De kop-romplengte bedraagt 120 tot 160 mm, de staartlengte 180 tot 220 mm en het gewicht 50 tot 100 gram. Deze dieren leven in bomen en eten plantaardig materiaal, zoals bladeren en zaden.

## Soorten
Er worden zes soorten in dit geslacht geplaatst:
- Thamnomys kempi (Kivu- en Virunga-gebergten in het oosten van de Democratische Republiek Congo, Zuidwest-Oeganda, West-Rwanda en Oost-Burundi)
- Thamnomys kuru (Democratische Republiek Congo, Oeganda, Rwanda en Burundi)
- Thamnomys major (Mount Karisimbi in het Kivu-gebergte in de Democratische Republiek Congo)
- Thamnomys poensis (Centraal- en West-Afrika)
- Thamnomys schoutedeni (Democratische Republiek Congo)
- Thamnomys venustus (Ruwenzori- en Kivu-gebergten en nabijgelegen laaglanden in het oosten van de Democratische Republiek Congo en West-Oeganda)

Abditomys · 
Abeomelomys · 
Aethomys · 
Anisomys · 
Anonymomys · 
Apodemus · 
Apomys · 
Archboldomys · 
Arvicanthis · 
Baiyankamys · 
Baletemys · 
Bandicota · 
Batomys · 
Berylmys · 
Brassomys · 
Bullimus · 
Bunomys · 
Canariomys · 
Carpomys · 
Chingawaemys · 
Chiromyscus · 
Chiropodomys · 
Chiruromys · 
Chrotomys · 
Coccymys · 
Colomys · 
Congomys · 
Conilurus · 
Coryphomys · 
Crateromys · 
Cremnomys · 
Crossomys · 
Crunomys · 
Dacnomys · 
Dasymys · 
Dephomys · 
Desmomys · 
Diomys · 
Diplothrix · 
Echiothrix · 
Eropeplus · 
Frateromys · 
Golunda · 
Gracilimus · 
Grammomys · 
Hadromys · 
Haeromys · 
Halmaheramys · 
Hapalomys · 
Heimyscus · 
Hybomys · 
Hydromys · 
Hylomyscus · 
Hyomys · 
Hyorhinomys · 
Kadarsanomys · 
Komodomys · 
Lamottemys · 
Leggadina · 
Lemniscomys · 
Lenomys · 
Lenothrix · 
Leopoldamys · 
Leporillus · 
Leptomys · 
Limnomys · 
Lorentzimys · 
Macruromys · 
Madromys ·
Malacomys · 
Mallomys · 
Malpaisomys · 
Mammelomys · 
Margaretamys · 
Mastacomys · 
Mastomys · 
Maxomys · 
Melasmothrix · 
Melomys · 
Mesembriomys ·
Micaelamys · 
Microhydromys · 
Micromys · 
Millardia · 
Mirzamys · 
Montemys · 
Mus · 
Musseromys · 
Mylomys · 
Myomyscus · 
Nesokia · 
Nilopegamys · 
Niviventer · 
Notomys · 
Ochromyscus · 
Oenomys ·
Otomys · 
Palawanomys · 
Papagomys · 
Parahydromys · 
Paraleptomys · 
Paramelomys · 
Parotomys · 
Paucidentomys · 
Paulamys · 
Pelomys · 
Phloeomys · 
Pithecheir · 
Pithecheirops · 
Pogonomelomys · 
Pogonomys · 
Praomys · 
Protochromys · 
Pseudohydromys · 
Pseudomys · 
Rattus · 
Rhabdomys · 
Rhynchomys · 
Saxatilomys ·
Serengetimys ·
Solomys · 
Sommeromys · 
Soricomys · 
Spelaeomys · 
Srilankamys · 
Stenocephalemys · 
Stochomys · 
Sundamys · 
Taeromys · 
Tarsomys · 
Tateomys · 
Thallomys · 
Thamnomys · 
Tokudaia · 
Tonkinomys ·
Tryphomys · 
Typomys · 
Uromys · 
Vandeleuria · 
Vernaya · 
Xenuromys · 
Xeromys · 
Zelotomys · 
Zyzomys